# Sarah Vaughan with the Jimmy Rowles Quintet
Sarah Vaughan with the Jimmy Rowles Quintet — концертный альбом американской певицы Сары Воан, записанный при участии квинтета Джимми Роулза в 1974 году и выпущенный на лейбле Mainstream Records.

## Отзывы м признание
| Оценки критиков               | Оценки критиков |
| Источник                      | Оценка          |
| ----------------------------- | --------------- |
| AllMusic                      | [ 1 ]           |
| Encyclopedia of Popular Music | [ 2 ]           |

Кен Драйден из AllMusic отметил, что хотя Роулз зарекомендовал себя как непревзойденный аккомпаниатор, а Воан находится в своей обычной выдающейся форме, на нескольких треках использована чрезмерная реверберация, придающая альбому несколько пещерный звук.

## Список композиций
1. «The Folks Who Live On the Hill» (Оскар Хаммерстайн II, Джером Керн) — 4:50
2. «That Face» (Алан Бергман, Лью Спенс) — 7:55
3. «That Sunday, That Summer» (Джо Шерман, Джордж Дэвид Вайс) — 4:33
4. «A House Is Not a Home» (Берт Бакарак, Хэл Дэвид) — 5:10
5. «Frasier (The Sensuous Lion)» (Джимми Роулз, Джонни Мерсер) — 4:20
6. «Morning Star» (Джимми Роулз, Джонни Мерсер) — 6:43

Песня «Morning Star» была ошибочно приписана в примечаниях к альбому Уильямом Кристофером Хэнди, но на самом деле она была написана Роулзом и автором текстов Джонни Мерсером.

## Участники записи
- Бас-гитара — Монти Бадвиг
- Вокал — Сара Вон
- Тенор-саксофон — Тедди Эдвардс
- Труба — Эл Ааронс
- Ударные — Дональд Бэйли
- Фортепиано — Джимми Роулз